# 贝罗勒
贝罗勒（法語：Berolle）是瑞士联邦西部法语区的沃州下设的一个市镇。在行政上属于莫尔日区管辖。贝罗勒的总面积为9.60平方公里。截至2019年，总人口为300。